# Oriental and Pacific Boxing Federation

Logo officiel de l'OPBF

L'Oriental and Pacific Boxing Federation (OPBF) est la fédération gérant la boxe anglaise professionnelle en Asie. Créée en 1954 par la volonté des fédérations japonaise, sud-coréenne et philippine, elle a contribué à la formation de la WBC à laquelle elle est affiliée depuis 1963. Son président est le Japonais Yewkow Hayashi[Quoi ?].

## Membres
19 membres: 16 pays et 3 commissions régionales
| - Australie - Chine - Corée du Sud - Fidji - Indonésie | - Inde - Japon - Mongolie - Nouvelle-Zélande - Philippines | - Papouasie-Nouvelle-Guinée - Taïwan - Samoa - Tonga - Thaïlande | - Hong Kong - Guam - Hawaï |  |

## Champions
MIse à jour : 22 janvier 2018
| Catégorie           | Champion                | Début de règne   |
| ------------------- | ----------------------- | ---------------- |
| Poids pailles       | Tsubasa Koura (en)      | 29 juillet 2017  |
| Poids mi-mouches    | (aucun)                 |                  |
| Poids mouches       | Keisuke Yamanaka        | 13 juillet 2017  |
| Poids coqs          | Rene Dacquel (en)       | 1er avril 2016   |
| Poids coqs          | Mark John Yap           | 11 novembre 2016 |
| Poids super-coqs    | Hidenori Ōtake (ja)     | 17 mars 2017     |
| Poids plumes        | Satoshi Shimizu         | 2 octobre 2017   |
| Poids super-plumes  | Carlo Magali            | 9 juillet 2017   |
| Poids légers        | Masayoshi Nakatani (en) | 11 janvier 2014  |
| Poids super-légers  | (aucun)                 |                  |
| Poids welters       | Jack Brubaker           | 19 aout 2015     |
| Poids super-welters | Ratchasi Sithsaithong   | 22 avril 2017    |
| Poids moyens        | Maebara Tyson Koki      | 23 novembre 2016 |
| Poids super-moyens  | Jayde Mitchell          | 17 octobre 2016  |
| Poids mi-lourds     | Aaron Lai               | 25 février 2017  |
| Poids lourds-légers | Jai Opetaia             | 15 juillet 2017  |
| Poids lourds        | Kyotaro Fujimoto (en)   | 14 janvier 2017  |